# Cupa României 2018-2019 (fotbal feminin)
Cupa României 2018-2019 a fost a 16-a ediție a competiției de fotbal feminin românesc, organizate de Federația Română de Fotbal. Competiția a fost câștigată de Vasas Femina, care a învins-o în finală pe Fortuna Becicherecu Mic, cu scorul de 5–0.

## Turul I
Meciurile s-au jucat pe 14 octombrie 2018.
| 14 octombrie 2018 | Carmen București (3) | 6–0          | Dream Team București (3) | București |  |
|                   |                      | Report (FRF) |                          | Stadion: Stadionul Ion Țiriac Arbitru: Ene Mihai Laurențiu Arbitri asistenți: Murariu Alexandru, Turcu George |  |

| 14 octombrie 2018 | Dunărea Giurgiu (3) | 7–2          | Progresul București (3) | Giurgiu |  |
|                   |                     | Report (FRF) |                         | Stadion: Stadionul Marin Anastasovici Arbitru: Nanu Ionuț Cătălin Arbitri asistenți: Cojocaru Ionuț, Barbu Florinel |  |

| 14 octombrie 2018 | Zimbrul Tulcea (3) | 4–10         | Activ Slobozia (3) | Topolog |  |
|                   |                    | Report (FRF) |                    | Stadion: Stadionul Comunal Arbitru: Nedelciu Alin Arbitri asistenți: Badiceanu Grigore Gabriel, Rusu Silviu |  |

| 14 octombrie 2018 | Dunărea Giurgiu (3) | 4–0          | Dream Team București (3) | Fălticeni |  |
|                   |                     | Report (FRF) |                          | Stadion: Stadionul Tineretului Arbitru: Cordureanu Andrei Arbitri asistenți: Blănariu Alexandru, Pintilii Bogdan |  |

| 14 octombrie 2018 | Atletic Olimpia Gherla (3) | 1–5          | CSM Târgu Mureș (3) | Gherla                                                                                          |  |
|                   |                            | Report (FRF) |                     | Stadion: Stadionul Olimpia Arbitru: Rodina Vasile Arbitri asistenți: Todea Anghel, Suciu George |  |

| 14 octombrie 2018 | Csiksereda Miercurea Ciuc (3) | 11–0         | FC Onești (3) | Miercurea Ciuc                                                                                         |  |
|                   |                               | Report (FRF) |               | Stadion: Stadionul Municipal Arbitru: Fazakas Kalman Arbitri asistenți: Tamasi Zoltan, Feleki Boglarka |  |

| 14 octombrie 2018 | Juventus Timișoara (3) | 4–0          | Atletic Drobeta-Turnu Severin (3) | Timișoara |  |
|                   |                        | Report (FRF) |                                   | Stadion: Stadionul Colterm Arbitru: Roata Valentin Arbitri asistenți: Cismas Malac Roxana, Sandu Patrik-Stefan |  |

## Șaisprezecimi
Meciurile s-au jucat pe 25, 27, 28, 31 octombrie și 17 și 18 noiembrie 2018.
| 25 octombrie 2018 | Venus Maramureș (2) | 0–8          | Independența Baia Mare (1) | Satulung                                                                                                   |  |
|                   |                     | Report (FRF) |                            | Stadion: Stadionul Satulung Arbitru: Codrea Cristian Arbitri asistenți: Husti Ionuț Mircea, Muresan Bogdan |  |

| 27 octombrie 2018 | Nicu Gane Fălticeni (2) | 0–4          | Heniu Prundu Bârgăului (1) | Fălticeni                                                                                               |  |
|                   |                         | Report (FRF) |                            | Stadion: Stadionul Tineretului Arbitru: Iftode Silviu Arbitri asistenți: Pintilii Bogdan, Vasiliu Andra |  |

| 28 octombrie 2018 | Luceafărul Filiași (2) | 0–3          | Universitatea Alexandria (1) | Ișalnița |  |
|                   |                        | Report (FRF) |                              | Stadion: Stadionul Comunal Arbitru: Filip Claudiu Andrei Arbitri asistenți: Banica Octavian Marian, Luica Ionuț Cristinel |  |

| 28 octombrie 2018 | Carmen București (2) | 2–0          | Onix Râmnicu Sărat (2) | București                                                                                         |  |
|                   |                      | Report (FRF) |                        | Stadion: Stadionul Ion Țiriac Arbitru: Ene Andreea Arbitri asistenți: Calin Daniel, Sirghi Raluca |  |

| 28 octombrie 2018 | Măgura 2012 Bacău (2) | 1–4          | Universitatea Galați (1) | Bacău |  |
|                   |                       | Report (FRF) |                          | Stadion: Stadionul Lucrețiu Avram Arbitru: Trefas Alina Arbitri asistenți: Ailioaiei Ionuț, Tulbure Andrei |  |

| 28 octombrie 2018 | Vulpițele Galbene Roman (2) | 1–3          | Navobi Iași (2) | Roman                                                                                               |  |
|                   |                             | Report (FRF) |                 | Stadion: Stadionul Moldova Arbitru: Diaconu Marius Arbitri asistenți: Țăranu Vlad, Mocanu Alexandru |  |

| 28 octombrie 2018 | CSM Târgu Mureș (3) | 7–0          | Viitorul Reghin (2) | Târgu Mureș                                                                                      |  |
|                   |                     | Report (FRF) |                     | Stadion: Stadionul Trans-Sil Arbitru: Andrei Florin Arbitri asistenți: Matei Radu, Gaspar Vlăduț |  |

| 28 octombrie 2018 | Sporting Lugaș (2) | 0–3          | Olimpic Star Cluj (2) | Paleu                                                                                |  |
|                   |                    | Report (FRF) |                       | Stadion: Comunal Arbitru: Omuț Marius Arbitri asistenți: Caliman Patrik, Man Cătălin |  |

| 28 octombrie 2018 | CS Ineu (2) | 4–11         | Piroș Security Arad (2) | Ineu |  |
|                   |             | Report (FRF) |                         | Stadion: Stadionul Central Arbitru: Jurca Tudor Florin Arbitri asistenți: Pantea Andrei, Stanciu Mihai Vladut |  |

| 28 octombrie 2018 | Csiksereda Miercurea Ciuc (3) | 0–9          | Vasas Femina (1) | Miercurea Ciuc                                                                                   |  |
|                   |                               | Report (FRF) |                  | Stadion: Stadionul Municipal Arbitru: Biro Botond Arbitri asistenți: Feleki Boglarka, Nagy Zalan |  |

| 31 octombrie 2018 | Banat Girls Reșița (2) | 0–3                      | Fortuna Becicherecu Mic (1) | Reșița                                                                                                 |  |
|                   |                        | (0–2 susp.) Report (FRF) |                             | Stadion: Stadionul Gloria Arbitru: Svatsinka Roberto Arbitri asistenți: Gruescu Samuel, Frimu Valentin |  |

| 31 octombrie 2018 | SCM Dunărea 2020 Giurgiu (3) | 0–13         | Fair Play București (1) | Giurgiu |  |
|                   |                              | Report (FRF) |                         | Stadion: Stadionul Dunărea Port Arbitru: Nanu Ionut Catalin Arbitri asistenți: Roșca Lucian, Barbu Florinel |  |

| 17 noiembrie 2018 | Ladies Târgu Mureș (2) | 1–6          | U Olimpia Cluj (1) | Adrianu Mare                                                                                                 |  |
|                   |                        | Report (FRF) |                    | Stadion: Baza Sportivă Dorman Arbitru: Ștef Claudiu Arbitri asistenți: Bojan Cosmin, Cherteș Cristian Marius |  |

| 18 noiembrie 2018 | Activ Slobozia (2) | 1–12         | Selena ȘN Constanța (2) | Bucu |  |
|                   |                    | Report (FRF) |                         | Stadion: Stadionul Comunal Arbitru: Buzea Vasile Arbitri asistenți: Dobre Vasilicā Viorel, Petre Georgian |  |

## Optimi
Meciurile s-au jucat pe 18, 19 noiembrie și 9 decembrie 2018.
| 18 noiembrie 2018 | Navobi Iași (2) | 0–4          | Vasas Femina (1) | Iași                                                                                                   |  |
|                   |                 | Report (FRF) |                  | Stadion: Stadionul Emil Alexandrescu Arbitru: Baban Vlad Arbitri asistenți: Puscasu Ana, Lodbă Andreea |  |

| 18 noiembrie 2018 | Carmen București (3) | 1–3          | Fair Play București (1) | București |  |
|                   |                      | Report (FRF) |                         | Stadion: Stadionul Ion Țiriac Arbitru: Părăluță Cristina Elena Arbitri asistenți: Ivanov Roxana, Crăciun Mădălina |  |

| 18 noiembrie 2018 | CSM Târgu Mureș (3) | 2–4          | Heniu Prundu Bârgăului (1) | Târgu Mureș                                                                                      |  |
|                   |                     | Report (FRF) |                            | Stadion: Stadionul Trans-Sil Arbitru: Ștef Claudiu Arbitri asistenți: Gaspar Vlăduț, Albu Balint |  |

| 21 noiembrie 2018 | Juventus Timișoara (3) | 0–3                      | Fortuna Becicherecu Mic (1) | Timișoara                                                                                                   |  |
|                   |                        | (0–2 susp.) Report (FRF) |                             | Stadion: Stadionul Colterm Arbitru: Vărzan Aurel Arbitri asistenți: Samsudean Patricia, Cismas Malac Roxana |  |

| 21 noiembrie 2018 | Olimpic Star Cluj (2) | 2–18         | U Olimpia Cluj (1) | Cluj-Napoca                                                                                              |  |
|                   |                       | Report (FRF) |                    | Stadion: Stadionul Clujana Arbitru: Bodocan Narcis Arbitri asistenți: Mazilu Elena Roxana, Tănăsuc Andra |  |

| 21 noiembrie 2018 | Piroș Security Arad (2) | 2–3          | Independența Baia Mare (1) | Arad                                                                                            |  |
|                   |                         | Report (FRF) |                            | Stadion: Stadionul Șega Arbitru: Jurca Tudor Florin Arbitri asistenți: Mihoc Alina, Băla Casian |  |

| 21 noiembrie 2018 | Selena ȘN Constanța (2) | 0–4          | Universitatea Galați (1) | Constanța                                                                          |  |
|                   |                         | Report (FRF) |                          | Stadion: ȘNC Arbitru: Marcu Claudiu Arbitri asistenți: Ionus Erchian, Iacob Florin |  |

| 9 decembrie 2018 | CSȘ Târgoviște (1) | 1–0          | Universitatea Alexandria (1) | Șotânga                                                                                       |  |
|                  |                    | Report (FRF) |                              | Stadion: Stadionul Alpan Arbitru: Ene Andreea Arbitri asistenți: Ivanov Roxana, Sirghi Raluca |  |

## Sferturi
Meciurile s-au jucat pe 13, 24 și 27 martie 2019.
| 13 March 2019 | Universitatea Galați (1) | 4–1          | CSȘ Târgoviște (1) | Galați |  |
|               |                          | Report (FRF) |                    | Stadion: Stadionul Siderurgistul Arbitru: Constantinescu Ionut Arbitri asistenți: Iftode Florin, Vlase Daniel |  |

| 24 March 2019 | Fortuna Becicherecu Mic (1) | 8–0          | Heniu Prundu Bârgăului (1) | Becicherecu Mic |  |
|               |                             | Report (FRF) |                            | Stadion: Stadionul Comunal Arbitru: Gornic Alexandru Dan Arbitri asistenți: Berariu Lucian Mihai, Pantea Sebastian |  |

| 27 March 2019 | Fair Play București (1) | 0–8          | Vasas Femina (1) | Ciorogârla |  |
|               |                         | Report (FRF) |                  | Stadion: Baza Sportivă Ciorogârla Arbitru: Terteleac Ana Maria Arbitri asistenți: Baltatu Mihai, Istrate Marian |  |

| 27 March 2019 | Independența Baia Mare (1) | 1–2          | U Olimpia Cluj (1) | Lăpușel |  |
|               |                            | Report (FRF) |                    | Stadion: Stadionul Comunal Arbitru: Necrici Razvan Arbitri asistenți: Lar Daniel Stefan, Muresan Cristian Gheorghe |  |

## Semifinale
Meciurile s-au jucat pe 15 mai 2018.
| 15 May 2019 | Fortuna Becicherecu Mic (1) | 2–0          | U Olimpia Cluj (1) | Becicherecu Mic                                                                                           |  |
|             |                             | Report (FRF) |                    | Stadion: Stadionul Comunal Arbitru: Popa Sergiu Arbitri asistenți: Sirbu Aurelian, Nistor Daniel Gheorghe |  |

| 15 May 2019 | Universitatea Galați (1) | 1–4          | Vasas Femina (1) | Galați |  |
|             |                          | Report (FRF) |                  | Stadion: Stadionul Siderurgistul Arbitru: Porumbel Valentin Arbitri asistenți: Neagu Gabriel, Bitan Ionuț |  |

## Finala
Finala a avut loc pe 31 mai 2018 pe Stadionul Trans-Sil din Târgu Mureș.
| 31 mai 2019 | Fortuna Becicherecu Mic (1) | 0–5          | Vasas Femina (1) | Târgu Mureș |  |
|             |                             | Report (FRF) |                  | Stadion: Stadionul Trans-Sil Spectatori: 400 Arbitru: Demetrescu Iuliana Elena Arbitri asistenți: Ivanov Roxana, Florea Bianca, Recorean Roxana |  |

Vasas Femina: Linda Kajtár (c) – Péter Kata (Viktória Balázs), Anita Kis, Brigitta Szász, Violeta Mițul – Nadejda Colesnicenco, Kinga Barabási – Krisztina Benő, Ana Maria Vlădulescu, Carolina Țabur (Márta Dávid) – Rita Mitri (Tímea Krall). Antrenor: Alexandru Andrași